# Ioan Barac
Ioan Barac, cunoscut și sub numele de Johann Baracu (n. 1776, Alămor, comitatul Sibiu – d. 18 iulie 1848, Brașov) a fost un traducător, scriitor și poet iluminist român, exponent al Școlii Ardelene.

## Viața și activitatea
Ioan Barac s-a născut în satul Alămor, comitatul Sibiu, Austro-Ungaria (atunci cu numele german Makenberg), în anul 1776, tatăl său fiind preot în sat.
A învățat întâi la școala primară din Alămor, apoi a studiat la Colegiul reformat din Aiud între anii 1790-1798, unde a învățat limbile latină, maghiară și germană, dar și religie, poezie, logică, gramatică și sintaxă, retorică, aritmetică, precum și ceva istorie, geografie și științe naturale. În continuare, Barac a urmat Facultatea de Drept din Cluj.
În anul 1801 Ioan Barac a fost dascăl „normalicesc neunit” la Avrig, unde l-a avut ca elev pe Gheorghe Lazăr.
Din 1802 s-a stabilit definitiv la Brașov ca dascăl la școala românească din cadrul Bisericii Sfântul Nicolae din Șcheii Brașovului, cu obligația de „a învăța pruncii gramaticește, ungurește și nemțește și pe lângă acestea și alte trebuincioase științe frumoase”, întrucât „filozofia deplin a săvârșit-o”. Tot aici Ion Barac a început munca de cercetare și catalogare a bogatului tezaur de carte veche al Bisericii Sfântul Nicolae. 
Cunoscând, de asemenea, limbile latină, maghiară și germană, Barac a fost angajat din anul 1805 ca translator magistratual („Stadtmagistrat”) al Consiliului orășenesc la primăria din Brașov, meserie pe care a exercitat-o până la sfârșitul vieții.
Ioan Barac s-a căsătorit cu fiica lui Radu Tempea, directorul școlilor românești din oraș și totodată autorul primului manual de Gramatică românească. Ei au avut împreună cinci copii, dintre care Iosif Barac a ajuns protopop al Brașovului.
Între 2 ianuarie și 25 decembrie 1837 Ioan Barac a redactat revista săptămânală Foaia Duminecii, primul periodic ilustrat din Transilvania, publicat de editorul și tipograful brașovean Johann Gött, pe cheltuiala negustorilor Rudolf Orghidan și (doar la primul număr) Dimitrie Marin. Din această revistă, cu subtitlul: „spre înmulțirea ceii de obște folositoare cunoștințe, alcătuită de o soțietate a celor învățați”, au apărut în total 52 de numere. Aici au fost publicate povestiri amuzante și moralizatoare, traduceri literare, preluări și compilații, în mare parte din presa germană, acestea conferind Foii Duminecii un caracter de magazin enciclopedic și de divertisment. Din păcate, aducând în prim plan tot felul de curiozități botanice și zoologice, fără legătură cu realitățile autohtone, publicația nu a reușit să atragă atenția unui public larg și nu a reușit să își asigure un număr corespunzător de abonați, astfel că în 1838 ea și-a încetat apariția.
Ioan Barac a colaborat ulterior la Foaie pentru minte, inimă și literatură, suplimentul literar al Gazetei de Transilvania, unde a publicat versuri și articole de critică literară.
De asemenea, el a desfășurat și o activitate intensă de traducere și adaptare în limba română a literaturii germane, maghiare și universale. A realizat traduceri din Shakespeare (prin intermediul traducerii germane a lui Friedrich Ludwig Schröder), Jean-François Marmontel, Salomon Gessner, August von Kotzebue, Bohse, Homer, Ovidiu, Xenofon, Iosephus Flavius, Chateaubriand, Schiemann,  etc.
Ioan Barac a murit la Brașov pe 12/18 iulie 1848 și a fost înmormântat în cimitirul Bisericii Sfântul Nicolae din Șcheii Brașovului.

## Opera
Aproape toată opera lui Ioan Barac este alcătuită traduceri și adaptări din autori și opere celebre:
- Gratulație întru cinstea preasfințitului domn Vasile Moga, episcopul neunit din M(arele) Principat al Ardealului, Brașov, 1811.[3]
- Pepelea Gâscariul, traducerea romanului Lúdas Matyi scris de Mihály Fazekas (1766–1828), Brașov, 1829.
- O mie și una de nopți - istorii arabicești sau Chalima (8 volume), Brașov, 1836–1840.[nota 2]
- Toată viața, istețiile și faptele minunatului Tilu Buhoglindă, prelucrare dupa originalul german „Til Eulenspiegel”, Brașov, 1840.[nota 3][11]
- Nașterea și toată viața minunatului Piticot de un cot și cu barbă cu tot, prelucrare după o lucrare folclorică germană, Brașov, 1842.
- Istoria prea frumosului Arghir și a prea fromoasei Elena, cea cu părul de aur, Sibiu, 1842. [nota 4][12]
- Cei trei frați gheboși sau Trei bărbați și o muiere. O istorie comică. În versuri, Brașov, 1843.[nota 5]
- Risipirje čje depre urme a Jerusalémuluj,[nota 6] Sibiu, 1843.
- Tragedia lui Samson, Sibiu, 1846.[nota 7]
- Colecțiune de poesii vechi, Ed. Al. Odobescu, București, 1878

Majoritatea operelor lui Ioan Barac au rămas în manuscris, puține lucrări au fost tipărite în timpul vieții lui, celelalte fiind publicate postum.

## Casa „Ioan Barac”

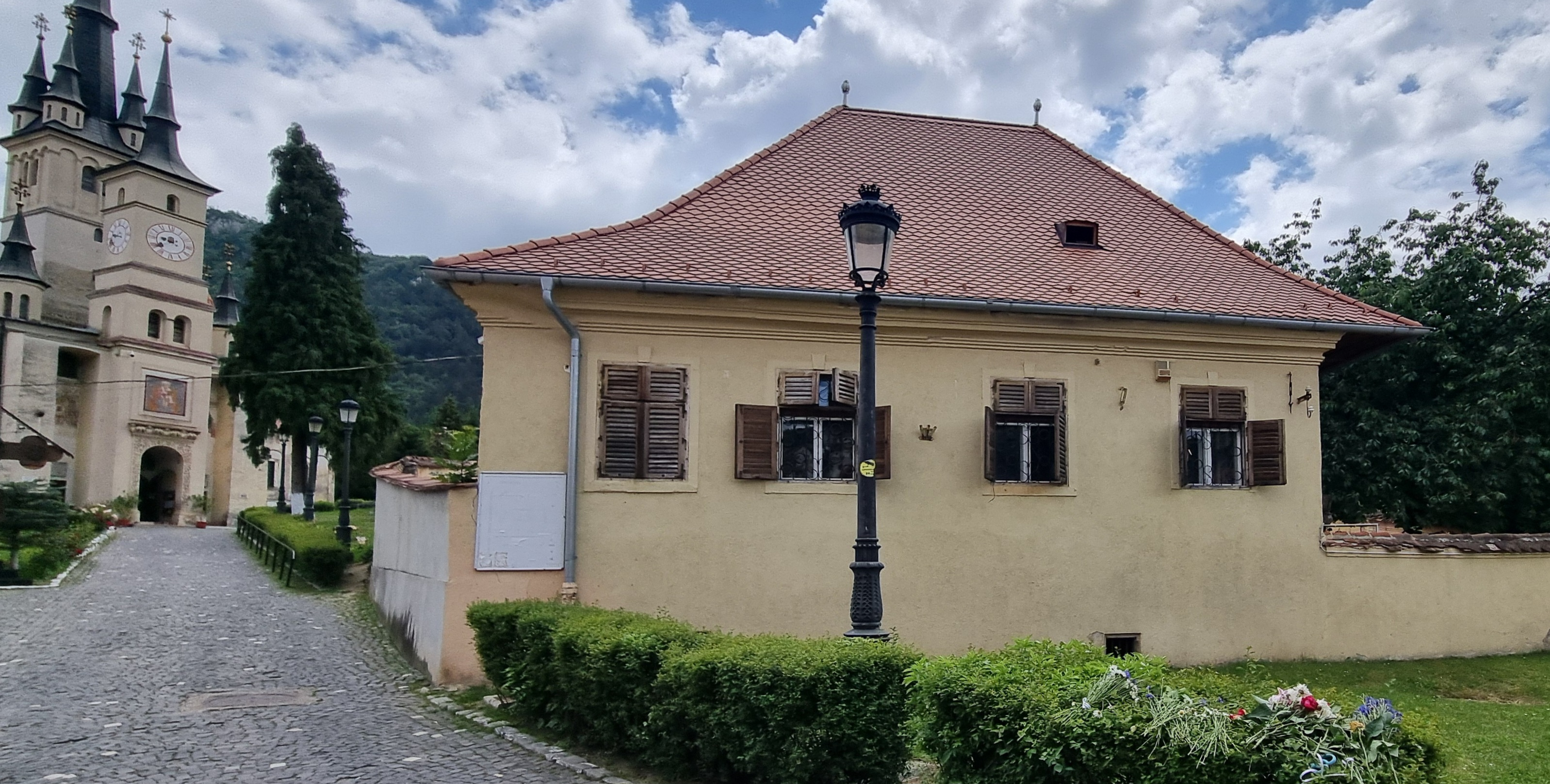
Casa Barac și Biserica „Sfântul Nicolae”

În Brașov, în Piața Unirii, nr. 3, se găsește Casa Ioan Barac, fosta locuință a cărturarului Ioan Barac. După moartea sa, aici a locuit fiul său, protopopul Iosif Barac, apoi protopopul Vasile Saftu, iar după 1944 a devenit cerc sanitar, pentru ca din 1967 să devină sediu al bibliotecii și al arhivei istorice a Bisericii Sfântul Nicolae din Șcheii Brașovului.
Casa este declarată monument istoric cod LMI BV-II-m-B-11590.